# Artmanja vas
Artmanja vas – wieś w Słowenii, w gminie Trebnje. W 2018 roku liczyła 30 mieszkańców.